# Disposable Teens
«Disposable Teens» — перший сингл з четвертого студійного альбому гурту Marilyn Manson Holy Wood (In the Shadow of the Valley of Death).
Окремок видали у двох фізичних форматах. Першу версію, «Disposable Teens Pt.1», випустили у Великій Британії 6 листопада 2000 року. Вона містить кавер-версію пісні Джона Леннона Working Class Hero. Дата релізу другої версії, «Disposable Teens Pt.2»: 14 листопада 2000. Вона містить кавер-версію композиції гурту The Doors «Five to One».
Трек можна розглядати як своєрідний гімн підлітків, які рішуче виступають проти батьківської та соціальної влади. Текст приспіву запозичує слова з композицій Revolution гурту The Beatles та Power to the People Джона Леннона. У пісні також використано фраза «Rebel from the waist down» (укр. «Бунтівник нижче пояса») з книги Джорджа Орвелла «1984». У «Disposable Teens» її надано нового значення посилання на відомі хисткі стегна Елвіса Преслі. У пісні висміяно твердження ніби вони, і рок-н-рол у цілому, призвели до «занепаду західної цивілізації» та виникнення «одноразових підлітків».
Пісню можна почути на початку фільму «Відьма з Блер 2: Книга тіней». Композицію можна завантажити як DLC у грі Rock Band у складі Mayhem Tour Pack. Професійний реслер Кристофер Деніелс використовував її як тему під час своїх боїв під егідою Ring of Honor та кількох інших незалежних федерацій. Під час боїв під егідою Total Nonstop Action Wrestling він з'являвся під інструментальний ремікс треку, який було зроблено офіційним композитором федерації Дейлом Олівером.

## Інформація про пісню
Композитори: Джон 5 та Твіґґі Рамірез. Автор слів: Мерілін Менсон. Підстрибуючий гітарний риф та стаккато пісні були раніше присутні в композиції Ґері Ґліттера «Rock and Roll, Pt.2». Текст композиції зображує проблему позбалення прав сучасної молоді, «особливо тієї, яку виховали як таку, що відчуває себе потворною», а також революційний ідеалізм покоління їх батьків. За духом пісня є своєрідним об'єднувальним гаслом «одноразових підлітків» проти недоліків «цього так званого покоління революціонерів», якому присвячено наступний рядок: «You say want a revolution, man, and I say that you're full of shit».(англ. «Ти кажеш, що хочеш революцію, чуваче, а я кажу, що ти повен лайна»). У 2002 р. журнал Kerrang! назвав «Disposable Teens» 73-ю піснею у списку «100 найкращих синглів усіх часів».

### Відеокліп
Режисер: Семюель Беєр. Прем'єра відбулася у програмі Total Request Live на каналі MTV 25 жовтня 2000 р. Менсон попросив лос-анджелеську радіостанцію KROQ-FM допомогти розповсюдити інформацію про те, що гурт шукає 200—250 фанів, одягнутих у чорне, для участі у кліпі. Відео зняли у Лос-Анджелесі.
На початку кліпу Менсон повільно піднімається з озера, у чому простежується символічний зв'язок з так званим третім та останнім звіром. Фронтмен з'являється в різних образах та сценах, зокрема Папи Римського. На Тайній вечері, яку зображено у відео, в ролі їжі постає сам Менсон. Крім того, у кліпі також можна побачити виступ гурту перед натовпом, в оточенні поліції з кийками у формі розп'ять. Існують дві версії: одна зі змістом описаним вище, інша містить лише виступ колективу з першого варіанту кліпу.

### Кавер-версії
Мерілін Менсон зацікавився записом каверу пісні «Working Class Hero» Джона Леннона через її взаємозв'язок з тематикою платівки Holy Wood (In the Shadow of the Valley of Death). Описуючи ідеалізм та вплив Леннона на себе, Менсон сказав:
Певні комуністичні настрої Леннона в музиці та наприкінці його життя були дуже небезпечними. На мою думку, він помер саме через них. Не думаю, що його смерть була чимось на кшталт випадковості. Попри це я вважаю його одним із моїх найулюбленіших виконавців усіх часів.
14 листопада 2000 року у нью-йоркському нічному клубі «Saci», куди дозволили входити лише за запрошеннями, гурт виконав цю композицію на честь виходу альбому.

## Список пісень
| Disposable Teens, Pt. 1 | Disposable Teens, Pt. 1 | Disposable Teens, Pt. 1 |
| #                       | Назва                   | Тривалість              |
| ----------------------- | ----------------------- | ----------------------- |
| 1.                      | «Disposable Teens»      | 3:04                    |
| 2.                      | «Working Class Hero»    | 3:42                    |
| 3.                      | «Diamonds & Pollen»     | 3:55                    |

| Disposable Teens, Pt. 2 | Disposable Teens, Pt. 2                | Disposable Teens, Pt. 2 |
| #                       | Назва                                  | Тривалість              |
| ----------------------- | -------------------------------------- | ----------------------- |
| 1.                      | «Disposable Teens»                     | 3:04                    |
| 5.                      | «Five to One»                          | 4:22                    |
| 6.                      | «Astonishing Panorama of the Endtimes» | 3:59                    |

## Чартові позиції
| Чарт (2000)              | Найвища позиція |
| ------------------------ | --------------- |
| Австралія                | 46              |
| Італія                   | 7               |
| Нідерланди               | 99              |
| Швейцарія                | 73              |
| Швеція                   | 52              |
| Франція                  | 67              |
| US Mainstream Rock Chart | 22              |
| US Modern Rock Chart     | 24              |